# Yūki Kadono
Yūki Kadono (jap. 角野 友基, Kadono Yūki; * 18. Mai 1996 in Miki, Präfektur Hyōgo) ist ein japanischer Snowboarder. Er startet in den Disziplinen Slopestyle und Big Air.

## Werdegang
Kadono nimmt seit 2010 an Wettbewerben der TTR World Snowboard Tour teil. Dabei holte er national beim Yukibancho Slopestyle 2010 und 2011 in Katsuyama seine ersten Siege. Im Februar 2011 gewann er beim The Slope in Joetsu Kokusai. Einen Monat später belegte er den zweiten Rang im Slopestyle beim Ride Shakedown in Snoqualmie. Bei den Snowboard-Weltmeisterschaften 2012 in Oslo kam er auf den 49. Platz im Slopestyle. Im selben Monat siegte er erneut beim The Slope in Joetsu Kokusai. Bei den Protest World Rookie Finals 2012 in Ischgl errang er den zweiten Platz im Slopestyle. Zum Beginn der Saison 2012/13 erreichte er den zweiten Platz im Slopestyle beim Billabong Bro Down 2012 im Snowpark. Es folgte ein Sieg beim Big Air Wettbewerb Air & Style in Peking. Sein erstes FIS-Weltcuprennen fuhr er im Januar 2013 in Copper Mountain, welches er auf den 14. Platz im Slopestyle beendete. Beim letzten Weltcuprennen der Saison holte er in Sierra Nevada seinen ersten Weltcupsieg im Slopestyle. Die Saison beendete er auf dem ersten Platz in der FIS-Slopestylewertung.
Zum Beginn der Saison 2013/14 belegte Kadono den dritten Platz im Slopestyle bei den Burton High Fives in Cardrona. Bei den Winter-X-Games 2014 holte er Silber im Big Air Wettbewerb. Im Februar 2014 erreichte er bei seiner ersten Olympiateilnahme in Sotschi den achten Rang im Slopestyle. Bei der japanischen Meisterschaft 2014 holte er Gold im Slopestyle. Bei seinem ersten Wettbewerb in der Saison 2014/15 belegte er wie im Vorjahr den dritten Platz im Slopestyle bei den Burton High Fives in Cardrona. Im Januar 2015 kam er beim Air & Style in Innsbruck auf den dritten Platz. Eine Woche später gewann er Bronze im Big Air bei den Winter-X-Games in Aspen. Es folgten ein zweiter Platz im Slopestyle beim Sprint U.S. Snowboarding Grand Prix in Mammoth und ein Sieg beim Big Air Wettbewerb Air & Style in Los Angeles und im Slopestyle bei den Burton US Open in Vail. Im März 2015 wurde er japanischer Meister im Slopestyle. Zu Beginn der Saison 2015/16 belegte er beim Weltcup in Cardrona den zweiten Rang im Slopestyle. Bei den Winter-X-Games 2016 in Aspen holte er die Bronzemedaille im Big Air-Wettbewerb. Nach Platz 23 im Air & Style in Innsbruck im Februar 2016, gewann er im selben Monat den Air & Style-Wettbewerb in Los Angeles und holte bei den X-Games Oslo 2016 in Oslo die Goldmedaille im Big Air. Bei den Snowboard-Weltmeisterschaften 2016 in Yabuli belegte er den 20. Platz im Big Air und den siebten Rang im Slopestyle. Im folgenden Jahr gelang ihm bei den Winter-X-Games 2017 der 15. Platz im Slopestyle und der achte Rang im Big Air. Bei den Winter-X-Games 2018 holte er die Bronzemedaille im Big Air und belegte im Slopestyle den achten Platz. Im Mai 2018 wurde er bei den X-Games Norway in Fornebu Achter im Big Air.
Im Jahr 2019 wurde Kadono bei den Winter-X-Games Zehnter im Slopestyle und holte bei den X-Games Norway die Bronzemedaille im Big Air. In der Saison 2019/20 siegte er bei den Burton US Open im Slopestyle und belegte bei den Winter-X-Games 2020 den zehnten Platz im Slopestyle und den fünften Rang im Big Air. Bei den Winter-X-Games 2021 wurde er Sechster im Big Air.